# Inuliata
 (décembre 2018).

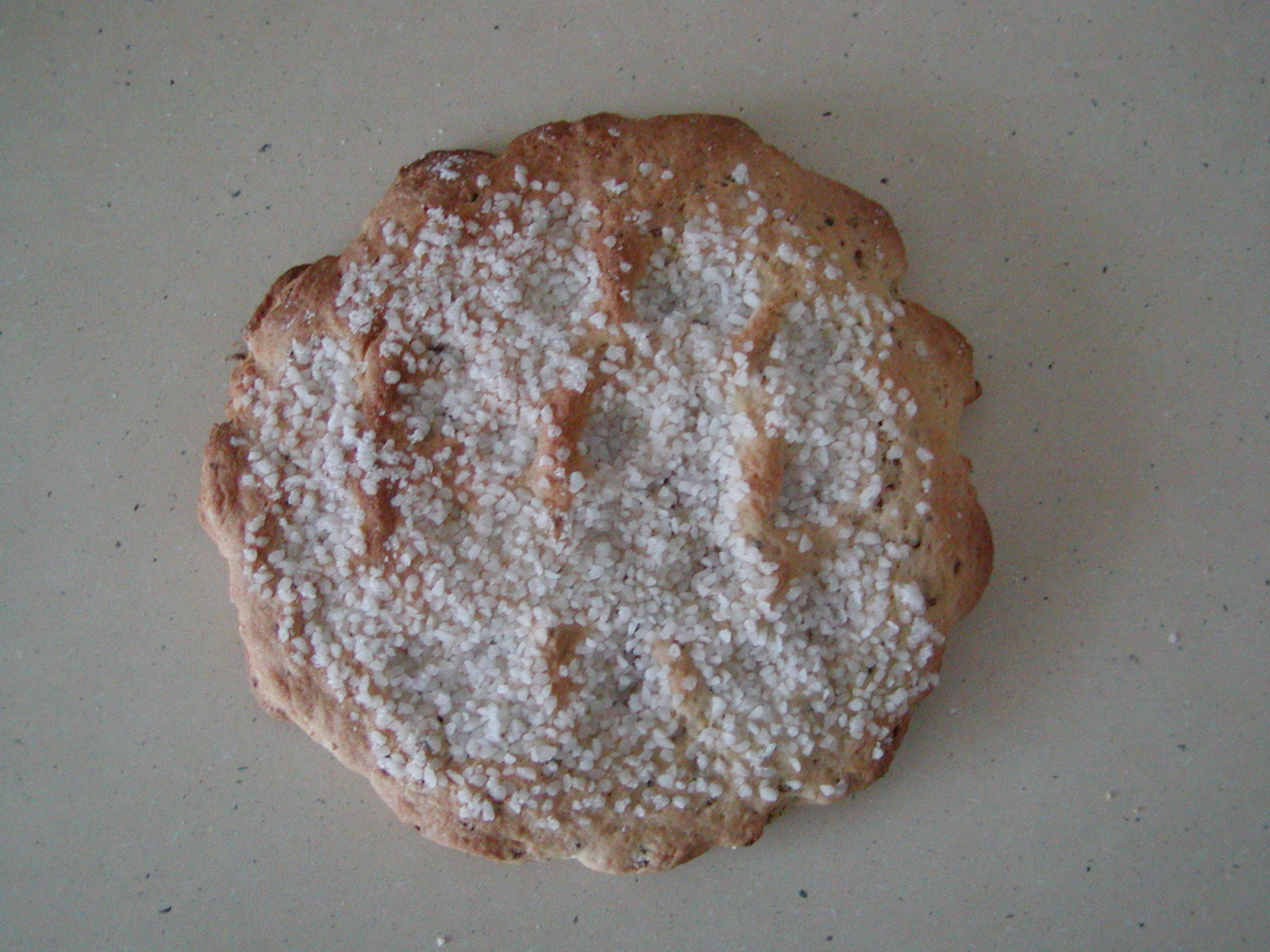
Inuliata.

L'inuliata (en corse ; parfois francisé inuliate, pluriel inuliate, qui signifie « huilé ») est un gâteau corse généralement rond. Le gâteau est typique de la cuisine corse et est originaire de la ville d'Ajaccio en Corse-du-Sud. L'inuliata est préparé au cours de la semaine de Pâques.

## Ingrédients
Ses principaux ingrédients sont la farine de blé, la levure, le sucre en poudre, l'huile d'olive et le vin blanc sec. La pâte est préparée avec de la farine, presque tout le sucre et l'huile, le vin blanc mélangé à la levure dissoute dans un peu d'eau. La pâte est pétrie puis repose dans un plat rond de 1,5 cm de haut.
Ses bords sont soigneusement pincés à la main et la pâte percée avec une fourchette. Le gâteau est enduit d'huile d'olive (d'où son nom), saupoudré avec le reste du sucre et mis sur une plaque graissée avec de l'huile d'olive pour une cuisson au four moyen pendant une heure.